# Ben Spies
Ben Spies   (Memphis, 11 de juliol de 1984) és un antic pilot de motociclisme nord-americà que va destacar en competició internacional durant la dècada del 2000. Especialment reeixit en la categoria de Superbike, en va guanyar tres campionats AMA consecutius (2006-2008) i un campionat del món (2009). Spies era conegut a les curses com a Elbows ("Colzes") pel seu característic estil de pilotatge, en què els colzes sobresortien molt de la moto.

## Carrera esportiva

### Primers anys

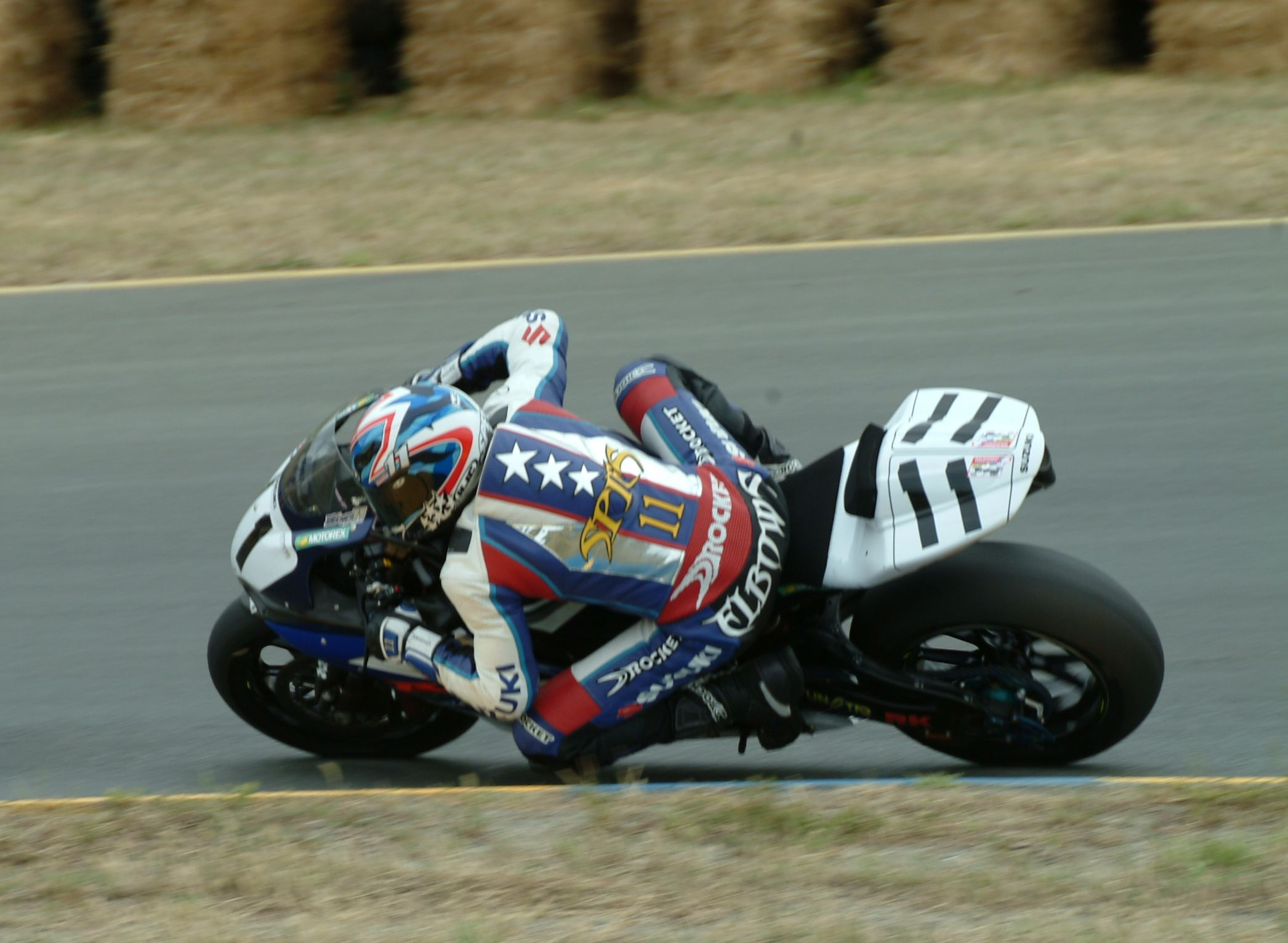
Spies amb la Suzuki a Sonoma el 2005

Nascut a Tennessee, Spies es va traslladar de petit amb la seva família a Longview (Texas), on es va criar i va començar a competir amb motocicletes de 125cc. L'any 2000 va esdevenir pilot professional i va competir al campionat AMA de Supersport. Durant els dos anys següents va disputar el campionat AMA de Superstock, tot i que es va veure obstaculitzat per una lesió al genoll. El 2003 va entrar a l'equip Yoshimura Suzuki.
Spies va guanyar el campionat AMA de Superbike el 2006 (superant a Mat Mladin, guanyador de sis dels darrers set campionats disputats fins aleshores), després de guanyar sis curses consecutives al començament de la temporada, acumulant prou avantatge com per a poder contenir la posterior remuntada de Mladin (Spies va guanyar el títol amb 649 punts, enfront dels 641 de Mladin). En total, aquell any va aconseguir set pole positions i disset podis. El 2007 va tornar a guanyar el campionat AMA per davant de Mladin, aquesta vegada amb només un punt d'avantatge.

### MotoGP (2008)
Durant la temporada del 2008, a més de guanyar el seu tercer campionat AMA de Superbike seguit, Spies va participar en tres curses del mundial de MotoGP com a wild card amb la Suzuki GSV-R de l'equip Rizla Suzuki MotoGP (a Donington Park, Laguna Seca i Indianapolis, on va aconseguir el seu millor resultat amb una sisena posició).

### Mundial de Superbike (2009)

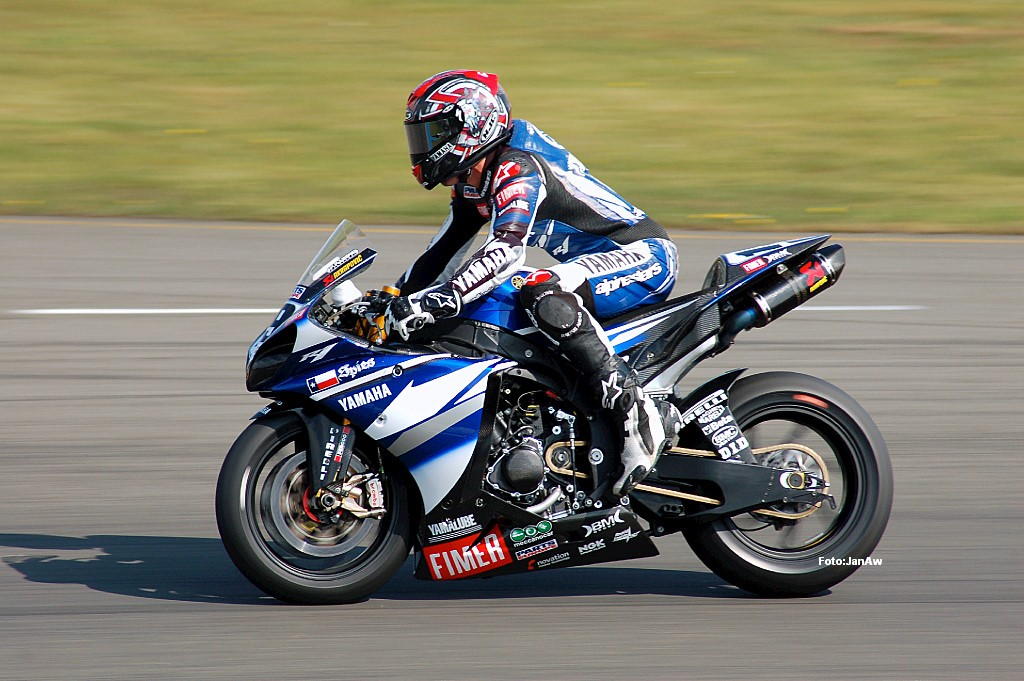
Spies a la ronda d'Assen el 2009

El 2009, Spies va debutar al Campionat del Món de Superbike amb la Yamaha YZF-R1 de l'equip Yamaha Motor Italia WSB. Aquesta temporada aconseguí set pole positions en les set primeres curses de la temporada. L'1 de març, durant la cursa 2 de Phillip Island, va aconseguir la seva primera victòria al mundial, repetint la gesta dues setmanes després al Circuit de Losail, on guanyà les dues curses. A la ronda següent, celebrada al circuit Ricardo Tormo, va aconseguir la pole position, mentre que va obtenir un segon lloc a la cursa 2 després de caure a la cursa 1.
El 26 d'abril, al circuit d'Assen, tornant a sortir de la Superpole, va guanyar la primera cursa i quedà segon a la segona després de relliscar i permetre, doncs, que guanyés Noriyuki  Haga. El 9 de maig va obtenir la seva cinquena Superpole consecutiva, aquesta vegada a Monza. L'endemà, després de liderar la primera cursa durant molta estona, es va quedar sense combustible a l'últim revolt, lliurant la victòria a Michel Fabrizio. Tanmateix, guanyà la segona cursa. Al circuit de Kyalami acabà tercer a la primera cursa i a la segona tingué un problema tècnic a les primeres voltes, mentre encapçalava la cursa. A la ronda del seu país, al Miller Motorsports Park, va guanyar les dues curses amb un avantatge de 9 segons sobre els seus perseguidors. Al final del campionat, Spies es va proclamar Campió del Món de Superbike.

### Retorn a MotoGP
Després de guanyar el campionat del món de Superbike, Spies va tornar a MotoGP tot participant al darrer Gran Premi de la temporada del 2009, a Xest, on amb una Yamaha YZR-M1 va aconseguir el novè millor temps a la graella i va acabar la cursa en setena posició.

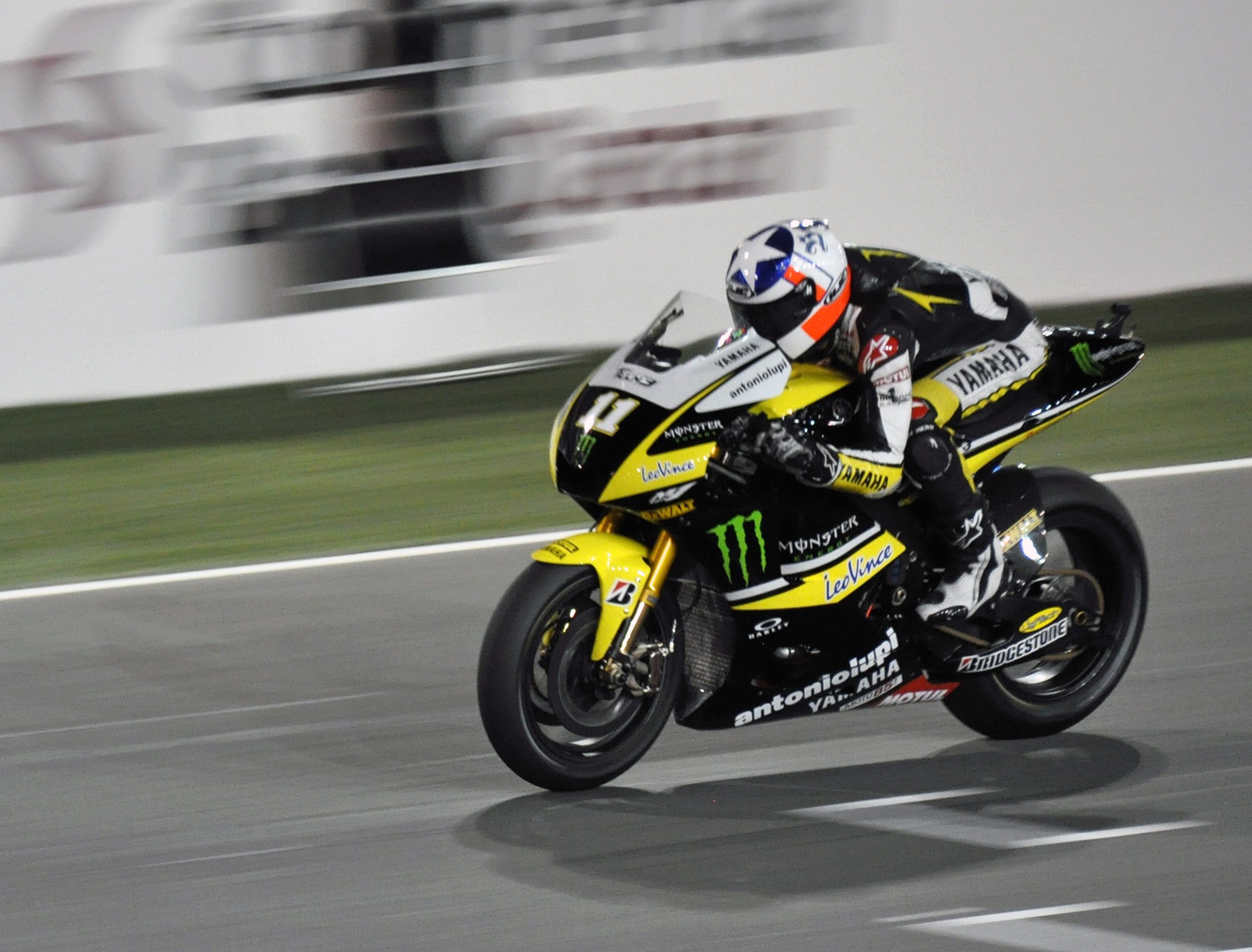
Spies durant el Gran Premi de Qatar del 2010

Spies va competir al mundial de MotoGP del 2010 amb una Yamaha YZR-M1 de l'equip Tech 3, començant-hi amb un cinquè lloc a la primera cursa, el Gran Premi de Qatar. Va aconseguir el seu primer podi a Silverstone, un tercer lloc, i acabà segon al Gran Premi d'Indianapolis, on també va obtenir la pole position. Va acabar la temporada en sisè lloc final.
L'estiu del 2010, Ben Spies va signar un contracte que el vincularia a l'equip Yamaha Factory Racing a partir del 2011, on va ser company d'equip de Jorge Lorenzo. Durant el campionat del 2011 va aconseguir la seva primera victòria en Gran Premi a Assen, a més d'un segon lloc a Xest i dos de tercers (Catalunya  i Indianàpolis). Va acabar la temporada en cinquena posició. Aquella temporada es va veure obligat a perdre's el Gran Premi d'Austràlia a causa d'un cop al cap durant la classificatòria.
El 2012 va romandre al mateix equip. Va aconseguir dos quarts llocs com a millor resultat (Països Baixos i Alemanya) i va acabar la temporada en desena posició. Aquella temporada es va perdre els Grans Premis d'Austràlia i València a causa d'una luxació de l'espatlla dreta i una fractura de costella patides al Gran Premi de Malàisia. En general, la temporada del 2012 es va caracteritzar per nombrosos incidents lamentables a la moto, com ara la ruptura del bastidor auxiliar sota el selló a Qatar, el basculant trencat a Laguna Seca i la fallada del motor a Indianàpolis.
El 2013 va passar a l'equip Pramac Racing, amb una Ducati Desmosedici i Andrea Iannone de company. Aquella temporada es va perdre els Grans Premis d'Espanya, França, Itàlia, Catalunya, Països Baixos, Alemanya i els Estats Units per la luxació de l'espatlla dreta patida l'any anterior i els Grans Premis d'Indianapolis, República Txeca i Gran Bretanya a causa d'una luxació de l'espatlla esquerra patida durant els entrenaments lliures d'Indianapolis. Durant el Gran Premi de San Marino, l'equip Pramac va anunciar oficialment que, a causa d'una lesió, Spies ja no podria competir en cap de les curses restants de la temporada.
El 26 d'octubre del 2013, al final de les qualificacions del Gran Premi del Japó a Motegi, Ben Spies i Ducati anunciaren la rescissió del contracte de dos anys que els unia, amb la consegüent retirada de la competició del nord-americà.

## Resultats al Mundial de motociclisme
Barem de puntuació de 1993 ençà:
| Posició | 1  | 2  | 3  | 4  | 5  | 6  | 7 | 8 | 9 | 10 | 11 | 12 | 13 | 14 | 15 |
| Punts   | 25 | 20 | 16 | 13 | 11 | 10 | 9 | 8 | 7 | 6  | 5  | 4  | 3  | 2  | 1  |

(Ids. Grans Premis | Llegenda) (Curses en negreta indiquen pole; curses en  itàlica indiquen volta ràpida)
| Any  | Categoria | Moto   | 1      | 2       | 3       | 4      | 5       | 6       | 7     | 8      | 9      | 10      | 11      | 12      | 13    | 14    | 15      | 16      | 17      | 18    | Pos | Pts |
| ---- | --------- | ------ | ------ | ------- | ------- | ------ | ------- | ------- | ----- | ------ | ------ | ------- | ------- | ------- | ----- | ----- | ------- | ------- | ------- | ----- | --- | --- |
| 2008 | MotoGP    | Suzuki | QAT    | ESP     | POR     | CHN    | FRA     | ITA     | CAT   | GBR 14 | NED    | GER     | USA 8   | CZE     | SM    | INP 6 | JPN     | AUS     | MAL     | VAL   | 19è | 20  |
| 2009 | MotoGP    | Yamaha | QAT    | JPN     | ESP     | FRA    | ITA     | CAT     | NED   | USA    | GER    | GBR     | CZE     | INP     | SM    | POR   | AUS     | MAL     | VAL 7   |       | 20è | 9   |
| 2010 | MotoGP    | Yamaha | QAT 5  | ESP Ret | FRA Ret | ITA 7  | GBR 3   | NED 4   | CAT 6 | GER 8  | USA 6  | CZE 4   | INP 2   | SM 6    | ARA 5 | JPN 8 | MAL 4   | AUS 5   | POR DNS | VAL 4 | 6è  | 176 |
| 2011 | MotoGP    | Yamaha | QAT 6  | ESP Ret | POR Ret | FRA 6  | CAT 3   | GBR Ret | NED 1 | ITA 4  | GER 5  | USA 4   | CZE 5   | INP 3   | SM 6  | ARA 5 | JPN 6   | AUS DNS | MAL C   | VAL 2 | 5è  | 176 |
| 2012 | MotoGP    | Yamaha | QAT 11 | ESP 11  | POR 8   | FRA 16 | CAT 10  | GBR 5   | NED 4 | GER 4  | ITA 11 | USA Ret | INP Ret | CZE Ret | SM 5  | ARA 5 | JPN Ret | MAL Ret | AUS     | VAL   | 10è | 88  |
| 2013 | MotoGP    | Ducati | QAT 10 | AME 13  | ESP     | FRA    | ITA DNS | CAT     | NED   | GER    | USA    | INP DNS | CZE     | GBR     | SM    | ARA   | MAL     | AUS     | JPN     | VAL   | 21è | 9   |

## Resultats al Mundial de Superbike
Barem de puntuació de 1993 ençà:
| Posició | 1  | 2  | 3  | 4  | 5  | 6  | 7 | 8 | 9 | 10 | 11 | 12 | 13 | 14 | 15 |
| Punts   | 25 | 20 | 16 | 13 | 11 | 10 | 9 | 8 | 7 | 6  | 5  | 4  | 3  | 2  | 1  |

(Ids. Rondes | Llegenda) (Curses en negreta indiquen pole; curses en  itàlica indiquen volta ràpida)
| Any  | Moto   | 1      | 1     | 2     | 2     | 3       | 3     | 4     | 4       | 5      | 5     | 6     | 6       | 7     | 7     | 8     | 8     | 9     | 9     | 10      | 10    | 11    | 11    | 12    | 12    | 13    | 13    | 14    | 14    | Pos. | Pts |
| Any  | Moto   | C1     | C2    | C1    | C2    | C1      | C2    | C1    | C2      | C1     | C2    | C1    | C2      | C1    | C2    | C1    | C2    | C1    | C2    | C1      | C2    | C1    | C2    | C1    | C2    | C1    | C2    | C1    | C2    | Pos. | Pts |
| ---- | ------ | ------ | ----- | ----- | ----- | ------- | ----- | ----- | ------- | ------ | ----- | ----- | ------- | ----- | ----- | ----- | ----- | ----- | ----- | ------- | ----- | ----- | ----- | ----- | ----- | ----- | ----- | ----- | ----- | ---- | --- |
| 2009 | Yamaha | AUS 16 | AUS 1 | QAT 1 | QAT 1 | SPA Ret | SPA 2 | NED 1 | NED Ret | ITA 15 | ITA 1 | RSA 3 | RSA Ret | USA 1 | USA 1 | SMR 1 | SMR 9 | GBR 1 | GBR 1 | CZE Ret | CZE 1 | GER 1 | GER 2 | ITA 4 | ITA 5 | FRA 1 | FRA 4 | POR 1 | POR 5 | 1r   | 462 |